# Cá thể cuối cùng

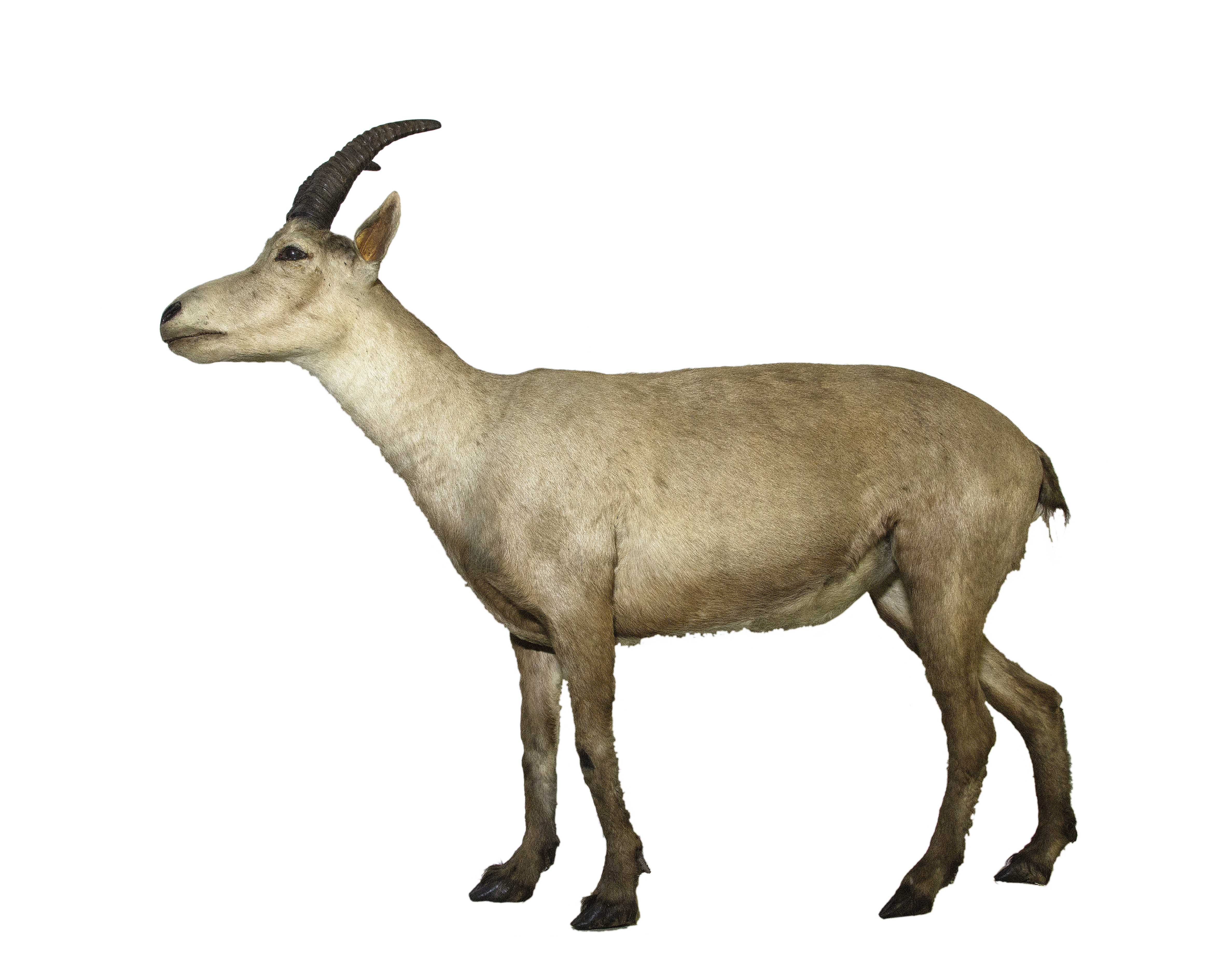
Phục dựng cá thể cuối cùng của phân loài Capra pyrenaica pyrenaica

Cá thể cuối cùng (Endling) là thuật ngữ sinh học chỉ về cá thể được biết đến cuối cùng của một loài hoặc phân loài, một khi cá thể này chết đi thì cả giống loài này sẽ tuyệt chủng. Thuật ngữ này này được đặt ra trong thư từ trên tạp chí Nature. Các tên thay thế được đặt cho cá thể cuối cùng thuộc loại này bao gồm con cuối cùng (ender) và mẫu vật cuối cùng (terminarch).
Từ cá thể đại diện cuối cùng (Relict) cũng có thể được sử dụng, nhưng thường đề cập đến một quần thể, thay vì một cá thể, là sinh vật cuối cùng của một loài. Một loài hoặc phân loài bị coi là tuyệt chủng khi có những bằng chứng chắc chắn rằng cá thể cuối cùng đã chết. Thời điểm tuyệt chủng thường được coi là cái chết của cá thể cuối cùng của nhóm hay loài đó, mặc dù khả năng sinh sản và phục hồi có thể đã bị mất trước thời điểm đó. Tuyệt chủng (Extinct - EX) khi không còn nghi ngờ về việc cá thể cuối cùng của taxon đó đã chết. 

## Sử dụng
Số ra ngày 4 tháng 4 năm 1996 của Tạp chí Nature đã xuất bản một bức thư trong đó các nhà bình luận đề xuất rằng một từ mới, là cá thể cuối cùng (endling) được sử dụng để biểu thị về sinh vật cuối cùng và dấu chấm hết của một loài. Trong triển lãm về sinh vật học, định nghĩa này như đã xuất hiện trên tạp chí Nature, được in bằng chữ lớn trên bức tường phía trên hai mẫu vật của loài hổ Tasmania đã tuyệt chủng: Cá thể cuối cùng còn sống của một loài động vật hoặc thực vật.
Một bản mô tả in về cuộc triển lãm này đưa ra một định nghĩa tương tự, bỏ qua đề cập đến thực vật: "Sinh vật cuối cùng là tên được đặt cho một loài động vật cuối cùng trong loài của nó." Trong The Flight of the Emu: a Hundred years of Australia ornithology 1901-2001, tác giả Libby Robin nói rằng "cá thể cuối cùng của một loài" là "cái mà các nhà khoa học gọi là 'sinh vật cuối cùng'". Năm 2011, từ này đã được sử dụng trên Earth Island Journal, trong một bài tiểu luận của Eric Freedman có tựa đề "Sự tuyệt chủng là mãi mãi: Nhiệm vụ cho những kẻ sống sót cuối cùng được biết đến". Freedman định nghĩa endling là "mẫu vật cuối cùng được biết đến của loài."

## Các cá thể
Một số cá thể sinh vật được biết đến là cá thể cuối cùng của loài/phân loài được biết đến là:

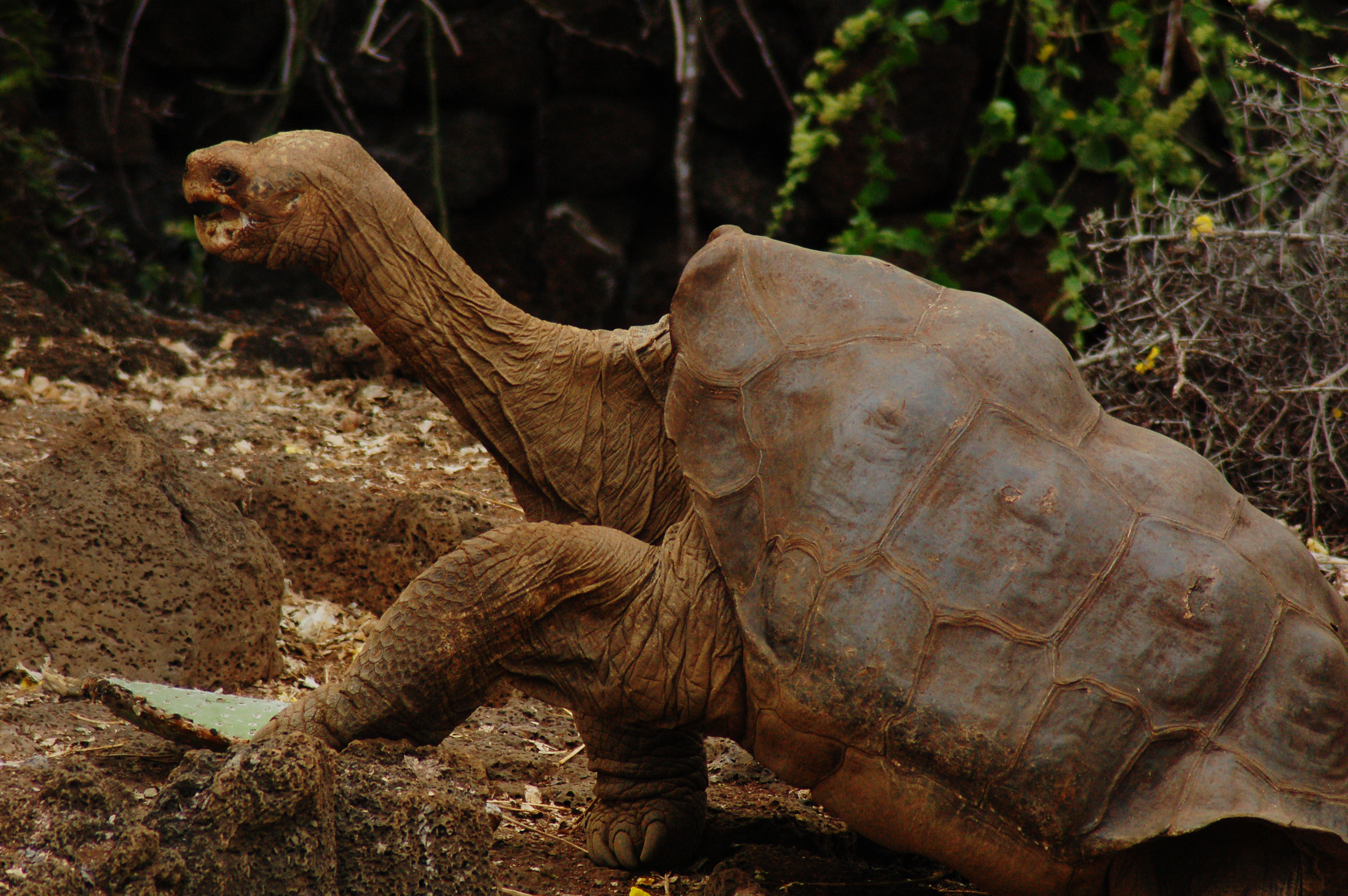
George cô độc vào năm 2019

- Chó sói Tasmania: Cá thể cuối cùng bị bắt sống vào năm 1933 ở Tasmania. Từ đó về sau người ta không còn nhìn thấy chúng nữa, chỉ xem chúng qua những bức ảnh đen trắng và những thước phim đen trắng.
- Bồ câu viễn khách tuyệt chủng khi cá thể cuối cùng chết ở vườn động vật Cincinnati, Ohio, Hoa Kỳ vào năm 1914.
- Vẹt đuôi dài Carolina, loài vẹt bản địa duy nhất ở miền đông Hoa Kỳ, bị tuyệt chủng sau khi cá thể cuối cùng chết trong điều kiện nuôi nhốt ở vườn thú Cincinnati vào năm 1918
- Vẹt đuôi dài xanh: Cá thể cuối cùng của loài vẹt xanh đuôi dài đã biến mất trong tự nhiên từ năm 2001
- Cá tầm thìa Trung Quốc (Psephurus gladius): Đầu năm 2020, loài cá này bị tuyệt chủng sau khi cá thể cuối cùng đã chết.
- Cá ăn muỗi Amistad (Gambusia amistadensis): Bị tuyệt chủng vào năm 1987 khi cá thể cuối cùng được xác nhận là đã chết ở New Mexico.
- Ecnomiohyla rabborum là một loài ếch khá lớn sinh sống ở rừng tán ở miền trung Panama, dù có sự cố gắng của nhiều đội bảo tồn khác nhau, chương trình sinh sản do con người đều thất bại. Con cái cuối cùng đã chết vào năm 2009. Hai cá thể khác còn lại đều là đực. Ngày 17 tháng 2 năm 2012, một trong hai cá thể mất ở vườn thú Atlanta tại Georgia do sức khỏe suy giảm. Cá thể cuối cùng, một con đực trưởng thành, hiện sống ở vườn thực vật Atlanta
- Achatinella apexfulva là một loài ốc sinh sống trên cây, thở không khí. Cá thể cuối cùng của loài này đã chết vào ngày 11 tháng 1 năm 2019.
- Rùa đảo Pinta (Chelonoidis nigra abingdoni): Cá thể cuối cùng của phân loài này là một con rùa đực có tên gọi là George cô độc  đã chết vào ngày 24 tháng 6 năm 2012. Trong những năm cuối cùng của cuộc đời, George cô độc được coi là sinh vật hiếm nhất trên thế giới và là biểu tượng nổi bật cho những nỗ lực bảo vệ môi trường ở Galápagos nói riêng và quốc tế nói chung.
- Ngựa Tarpan (Equus ferus ferus) hay còn được gọi là Ngựa hoang Á-Âu hay ngựa rừng là một phân loài đã tuyệt chủng của loài ngựa hoang. Các cá thể cuối cùng được cho là của phân loài này đã chết trong chuồng ở Nga vào năm 1909, mặc dù một số nguồn tin cho rằng đó là không phải là một con ngựa hoang dã chính hiệu do nó gần giống với ngựa thuần hóa.
- Celia là cá thể cuối cùng của phân loài Dê rừng Pyrénées Capra pyrenaica pyrenaica được tìm thấy đã chết vào ngày 6 tháng 01 năm 2000 ở dãy núi Pyrenees
- Sundan là tên một cá thể tê giác trắng phương bắc (Ceratotherium simum cottoni), tới thời điểm Sudan chết, nó là một trong ba cá thể tê giác trắng phương bắc còn sót lại trên thế giới, và là cá thể đực duy nhất còn lại của phân loài này. Fatu và Najin là hai cá thể cái cuối cùng còn sống sót của phân loài này.
- Sói Nhật Bản: Cá thể cuối cùng của sói Nhật Bản (phân loài của loài sói xám) được cho là chết ở tỉnh Nara vào năm 1905.
- Hổ Mã Lai (phân loài của loài hổ): Ở Singapore, hổ đã bị tuyệt chủng cục bộ vào những năm 1950 và cá thể cuối cùng đã bị bắn hạ vào năm 1932.
- Gà lôi mái (Tympanuchus cupido cupido): Phân loài cuối cùng cũng đã bị tuyệt chủng vào năm 1932 khi cá thể cuối cùng chết.
- Tê giác một sừng Việt Nam: Cá thể tê giác ở Vườn quốc gia Cát Tiên bị bắn chết vào năm 2010 và được cho là cá thể cuối cùng của phân loài này được biết đến ở Việt Nam là dấu chấm hết cho những nỗ lực bảo tồn của quốc tế về loài tê giác này. Ngày 29 tháng 4 năm 2010, người ta phát hiện một con tê giác đã bị kẻ săn trộm bắn chết tại vườn quốc gia Cát Tiên. WWF đã điều tra và kết luận con tê giác không chết do nguyên nhân tự nhiên mà bị săn bắn.
- Ngựa Quagga (Equus quagga quagga) là một phân loài đã tuyệt chủng của loài ngựa vằn đồng bằng từng sống tại Nam Phi. Ngựa Quagga hoang dã cuối cùng đã bị bắn vào những năm cuối thập niên 1870 và con cuối cùng chết trong điều kiện nuôi nhốt vào ngày 12 tháng 8 năm 1883 tại vườn thú Artis Magistra ở Amsterdam, Hà Lan.
- Chó săn lội nước Spaniel Anh là một giống chó đã tuyệt chủng kể từ đầu của thế kỷ 20, với cá thể cuối cùng được nhìn thấy trong những năm 1930.